# پرتاب از پنجره

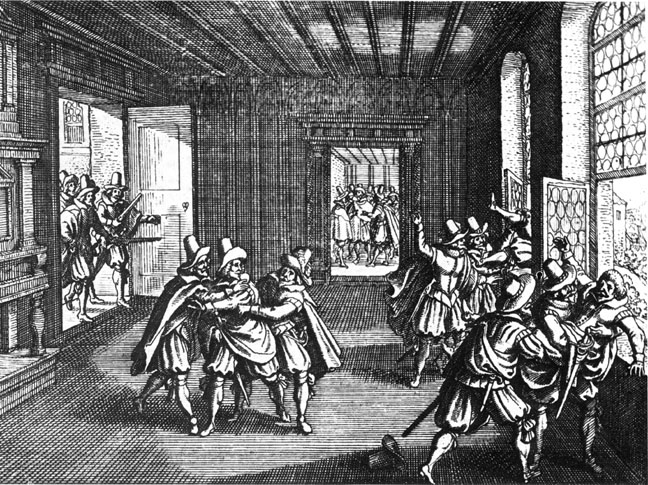
تصور ماتایس موریان از ۱۶۱۸ دفاع از پراگ

Defenestration اقدام به پرتاب کسی یا چیزی از یک پنجره است. این اصطلاح در زمان وقوع یک حادثه در قلعه پراگ در سال ۱۶۱۸ ساخته شد که به جرقه ای تبدیل شد که جنگ سی ساله را آغاز کرد. این کار در "سبک بوهمی خوب" انجام شد و به دفاع از آن که در سالن شهر پراگ تقریباً ۲۰۰ سال قبل (ژوئیه ۱۴۱۹) رخ داده بود اشاره کرد و همچنین در آن زمان منجر به جنگ، جنگ حساسیتی شد. این کلمه از لاتین جدید (خارج از یا دور از) و fenestra (پنجره یا باز) آمده‌است. به همین ترتیب، همچنین می‌تواند به شرایطی که از پنجره خارج می‌شود اشاره شود، همان‌طور که در "Defenestration of Ermintrude Inch".
در حالیکه عمل دفاع کردن به این معنی است که حذف اجباری یا اجباری از یک دشمن، و اصطلاح گاهی اوقات به این معنی استفاده می‌شود، همچنین نشان می‌دهد که پنجره‌ها را در فرایند شکسته می‌شود (همچنین به معنای حذف می‌باشد).

## منبع اصطلاح
این اصطلاح از دو رویداد در تاریخ به وجود می‌آید که هر دو در پراگ اتفاق می‌افتد. در سال ۱۴۱۹، هفت مقامات شهر از تالار شهر پرتاب شدند و هوسیت را ارتقا دادند. در سال ۱۶۱۸، دو فرمانروای امپریالیست و وزیر امور خارجه آنها از قلعه پراگ برداشته شد، که موجب جنگ سی ساله شد. این حوادث، به ویژه در سال ۱۶۱۸، به عنوان Defenestrations پراگ اشاره شده و اصطلاح و مفهوم را به وجود آورده‌است.

## پرتاب خود یا دفاع از خود (پریدن از پنجره)

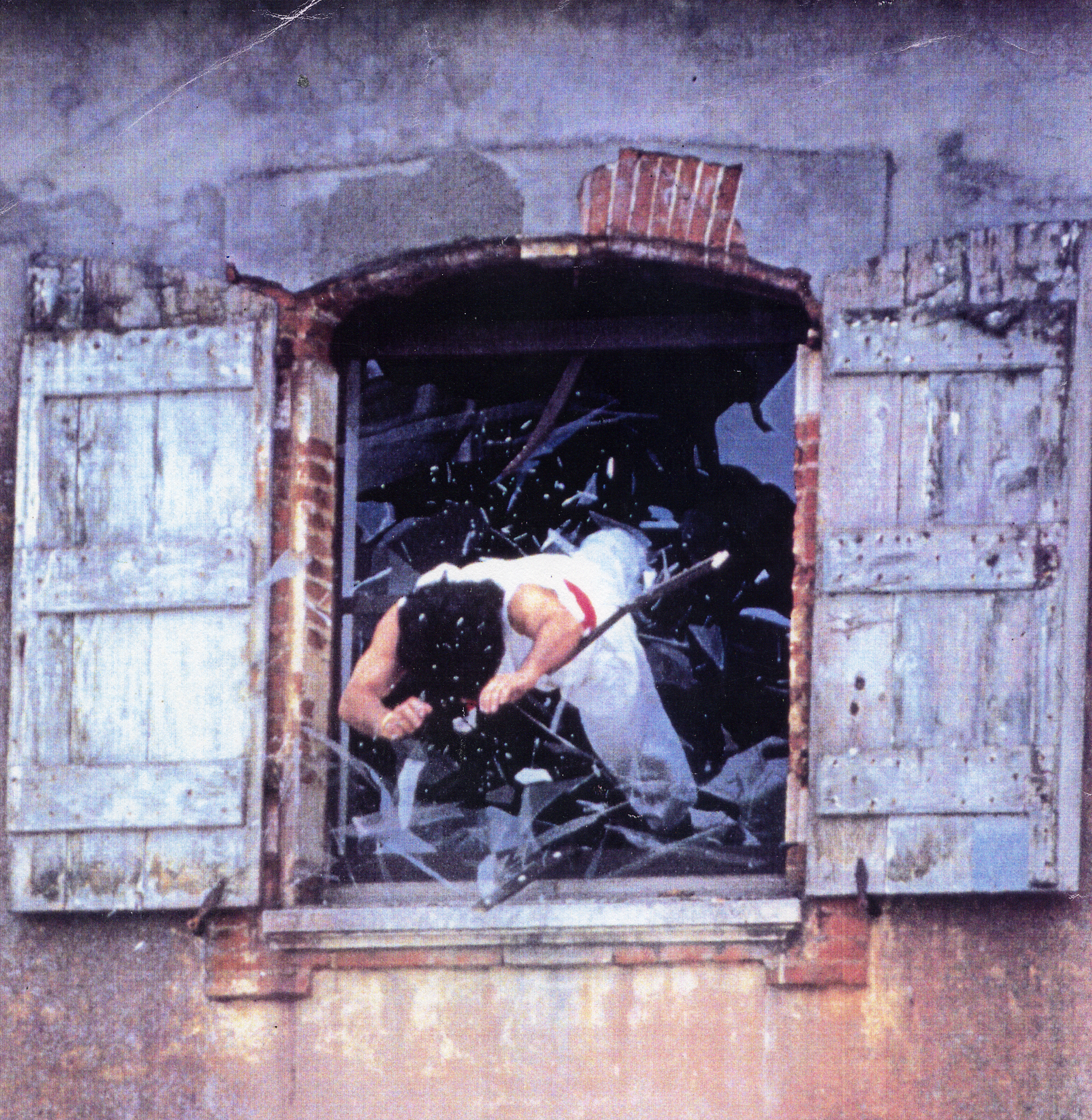
یک عضو قاچاقچی در حال پریدن از پنجره برای دفاع از خود

دفاع از خود یا خودکار زدگی، عمل پریدن، حرکت دادن خود یا ایجاد خود سقوط است، خارج از پنجره. این پدیده نقش مهمی در رویدادهایی مانند آتش‌سوزی مثلثی ۱۹۱۱، حملات تروریستی ۱۱ سپتامبر به مرکز تجارت جهانی و سایر بلایای طبیعی بازی کرد. در دسامبر ۱۸۴۰، آبراهام لینکلن و چهار نفر دیگر از قانونگذاران ایلینویز از یک پنجره در یک مانور سیاسی طراحی شده برای جلوگیری از رای‌گیری که موجب حذف بانک دولتی ایلینوی شد. در جریان انقلابهای ۱۸۴۸، یک جمعیت هیجان زده به شهر سلون در شهر کلن راه یافتند و دو شورای شهر مجبور به خارج شدن از پنجره شدند. یکی از آنها هر دو پا را شکست. این رویداد در تاریخ شهر به عنوان «Deflenstration کلن» افتاد.
دفاع از خود نیز یک روش خودکشی است. در ایالات متحده، خود دفاع از یکی از کمترین روش‌های خودکشی است (کمتر از ۲ درصد از خودکشی‌های گزارش شده در ایالات متحده در سال ۲۰۰۵).
در هنگ کنگ، پریدن (از هر مکانی) شایع‌ترین روش انجام خودکشی است، که به ترتیب ۵۲٫۱٪ از موارد خودکشی گزارش شده در سال ۲۰۰۶ را نشان می‌دهد و نرخ مشابهی برای سال‌های قبل است. مرکز تحقیقات و پیشگیری از خودکشی دانشگاه هنگ کنگ معتقد است که این امر ممکن است به دلیل فراوانی ساختمان‌های بلندپروازانه آسان در هنگ کنگ (به این معنی است که بسیاری از پریدن خارج از پنجره یا از پشت بام) است. نامزدهای اخیر انتخاب این روش خودکشی شامل بازیگر لسلی چوانگ است. تراکم جمعیت به گونه ای است که برای دفاع کننده غیرممکن است که در هنگام پیاده شدن در زیر زمین، یک پاسور را بکشند یا بکشند.
در ایالات متحده آمریکا یک افسانه شهری وجود دارد که بسیاری از سرمایه گذاران وال استریت در طول سقوط بازار سهام در سال ۱۹۲۹ فاجعه می‌کردند. پس از فروپاشی بازار سهام در سال ۲۰۰۸، معترضان با اشاره به نشانه ای از وال استریت به وی اشاره کردند که گفت: "پرش، شما فریزر!"
نمونه‌های برجستهٔ defenestration خودی عبارتند از: جیمز فورستال، گیل دلوز و الیزابت هارتمن.